# Rue Ledra
La rue Ledra (en grec moderne : οδός Λήδρας, en turc : Lokmacı kapısı ou Lokmacı caddesi) est une rue de Nicosie, à Chypre. 

## Situation et accès
C'est la principale rue commerçante de la ville.
De multiples magasins, dont certains appartenant de grandes enseignes internationales, ainsi qu'un petit centre commercial sont présents dans la rue.

## Origine du nom
La rue porte le nom de la cité-État antique de Ledra. 

## Historique

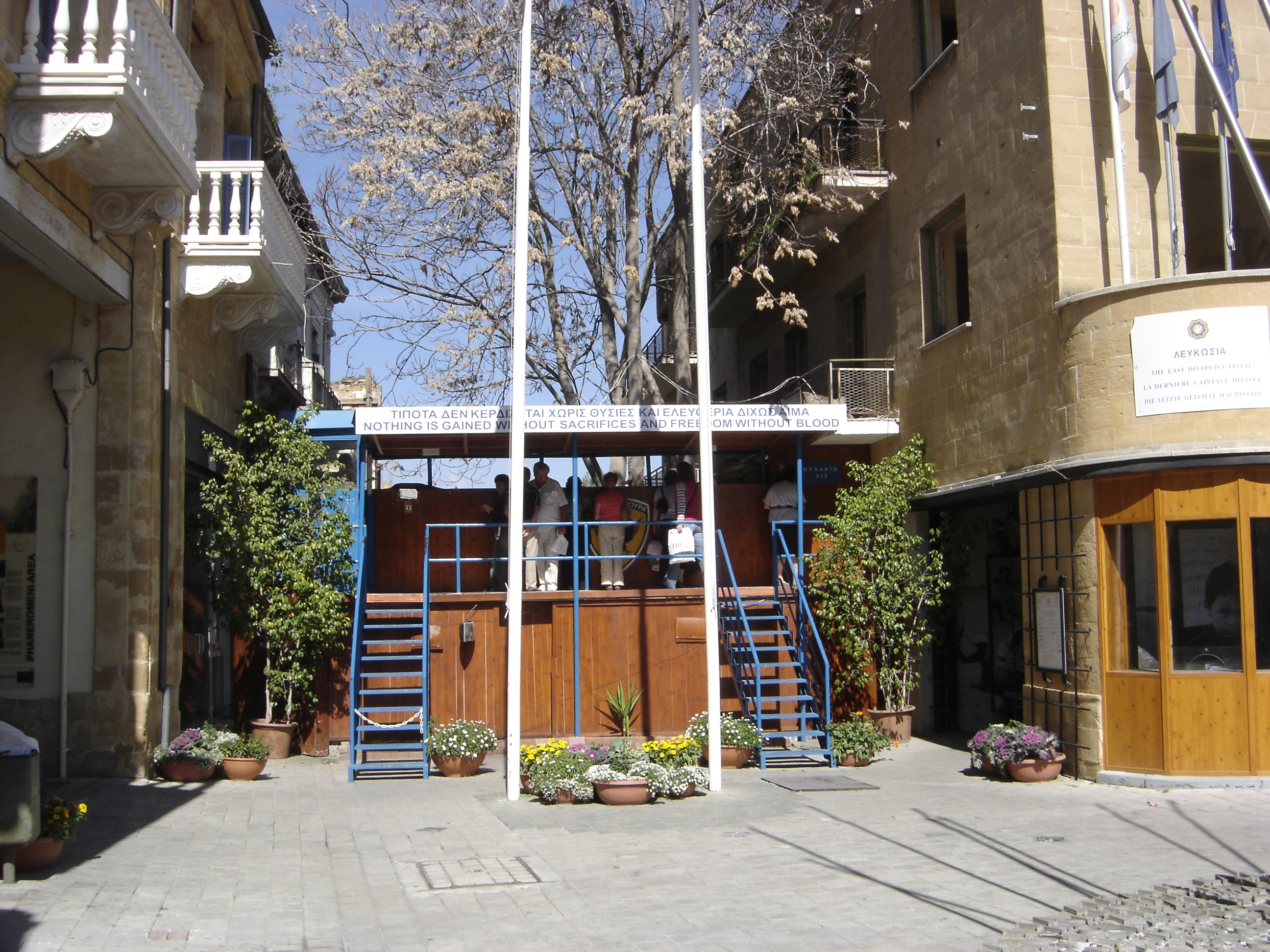
Observatoire sur la Ligne verte, rue Ledra en 2006.

La rue Ledra est devenue symbolique des alternances de cohabitation plus ou moins pacifique entre chypriotes grecs et turcs, et de séparation entre les deux communautés. Les périodes de séparation s'y traduisent par des clôtures ou barricades en travers de la rue :
- pendant deux ans entre 1958 et 1960 (lorsque des nationalistes turcs refusent que des Turcs soient clients des commerces grecs[1]) ;
- pendant plus de quatre décennies entre 1963 et 2008 (à la suite des affrontements de la « semaine noire » et de l'interposition, en 1964, des soldats de l'ONU[2]), séparation renforcée en 1974 (lors de la partition de Chypre et de la mise en place de la « ligne verte de cessez-le-feu »[3]) mais allégée en avril 2008, lorsque les barricades qui coupaient la rue sont retirées selon les accords entre la partie nord de Chypre occupée par la Turquie et les autorités chypriotes[1].